# Josef Pieper
Pour les articles homonymes, voir Pieper.
Josef Pieper (né le 4 mai 1904 à Elte, en province de Westphalie et mort le 6 novembre 1997 à Münster) est un philosophe catholique allemand.

## Biographie
Il découvre l'œuvre de saint Thomas d'Aquin au lycée Saint-Paul de Münster où il poursuit ses études secondaires, et ne cesse ensuite de l'approfondir. En 1924, dans son premier ouvrage, Die Wirklichkeit und das Gute (La réalité et le bien), il tente de montrer que le bien n'est au fond que ce qui est conforme à la réalité des choses. Dans les années 1920, il s'intéresse au droit et à la sociologie, mais l'arrivée au pouvoir du national-socialisme le dissuade de poursuivre ses travaux dans ce domaine, car il est devenu trop dangereux d'y exprimer son point de vue. Pieper retourne donc à la philosophie, et écrit au sujet de deux vertus cardinales, la prudence dans Traktat über die Klugheit et la tempérance dans Zucht und Mass.
Après la Seconde Guerre mondiale, il écrit de nombreux essais sur les trois vertus théologales, dont plusieurs ont été réunis dans l'ouvrage Faith Hope Love (Foi, espérance et charité). En 1948 paraît une de ses principales œuvres, Muße und Kult (Le loisir comme fondement de la culture, Genève, 2007). En 1981 il reçoit le prix Balzan pour la philosophie.